# Die Olsenbande und ihr großer Coup
Die Olsenbande und ihr großer Coup ist eine dänische Kriminalkomödie aus dem Jahr 1972. Es handelt sich um den vierten Film mit der Olsenbande.

## Handlung
Zu Beginn des Films steigen Egon und Benny durch das Fenster in die nobel eingerichtete Wohnung eines Rechtsanwalts ein, während sich dieser mit seiner Ehefrau im Fernsehen ein live übertragenes Fußballspiel der dänischen Nationalmannschaft ansieht. Der Anwalt und seine Frau sind so gefesselt vom Spielgeschehen, dass sie nicht bemerken, wie Egon ihr wertvolles Tafelsilber zusammenklaubt und seine Beute in einem großen Sack zu Kjeld herunterlässt, der vor dem Haus wartet. Dennoch endet der Coup für die Olsenbande doppelt erfolglos: Der Sack mit der Beute wird Kjeld von zwei Gaunerbanden-Konkurrenten der Olsenbande, dem „König“ Victor-Emanuel und dem „Knappen“ Emil, abgenommen. Während einer Bildstörung der Fernsehübertragung bemerkt der Anwalt Egon in seiner Wohnung, der nach einem Polizeianruf wieder verhaftet wird.
Nach seiner Haftentlassung erklärt Egon Benny und Kjeld seinen neuen Plan: Er will einen Geldtransporter um vier Millionen Kronen erleichtern. Zunächst wollen Benny und Kjeld nichts damit zu tun haben, weil der Geldbetrag zu hoch sei und so etwas immer schiefgehen würde. Erst als es Egon gelingt, Yvonne auf seine Seite zu ziehen, willigen die anderen beiden in seinen Plan ein. Gemeinsam mit Børge gelingt zunächst alles tadellos. In Kjelds Wohnung entwickelt sich anschließend zwischen Egon, Benny, Kjeld und Yvonne eine hitzig geführte Diskussionen über die Verwendung des Geldes. Yvonne braucht es für Børges bevorstehende Konfirmation. Egon will davon nichts wissen und beschließt daher, das Geld erst einmal zu verstecken. Gemeinsam mit Kjeld und Benny besucht er ein Freibad, wo er den Geldkoffer dem Bademeister zur Aufbewahrung übergibt. Dabei werden sie von Sonja, der attraktiven Schwester des „Knappen“, beobachtet.
Einige Zeit später können Egon, Benny, Kjeld und Yvonne während eines Bummels durch die Kopenhagener Innenstadt sehen, wie König, Knappe und Sonja in einer Luxuslimousine vor dem Sheraton-Hotel vorfahren. Als Benny in Sonja „die Kleine aus dem Schwimmbad“ wiedererkennt, hat Egon einen furchtbaren Verdacht. Ein neuerlicher Besuch in der Gepäckaufbewahrung des Freibades bringt Gewissheit: Der Koffer mit dem Geld wurde gestohlen.
In der Olsenbande macht sich eine große Niedergeschlagenheit breit. Benny und Kjeld brechen in einen Lebensmittelladen ein, ihre einzige Beute ist eine Dose Fischklößchen. Egon spioniert unterdessen dem „König“ hinterher und beobachtet, wie dieser den Geldkoffer im Tresor einer Bank deponiert. Egon gibt daraufhin der Polizei einen anonymen Hinweis, worauf deren Inspektor Mortensen den Koffer aus dem Safe holt. Egon gelingt es, diesen durch einen identisch aussehenden Koffer zu vertauschen, der lediglich Telefonbücher enthält. Der neue Polizeichef, der mit Bedacht auf die öffentliche Wirkung der Polizei eilig eine Pressekonferenz anberaumt hat und vor laufenden Fernsehkameras den Koffer öffnet, macht sich damit zum Gespött der Öffentlichkeit.
Als Ablenkungsmanöver täuschen Egon, Benny und Kjeld ihre Flucht nach Mallorca vor; tatsächlich verstecken sie sich jedoch mit Yvonne, die immer noch an den Vorbereitungen für die Konfirmation arbeitet, und Børge in einer kleinen Hütte am Rande des Kopenhagener Flughafens. Unterdessen sucht zuerst Mortensen – nachdem ein Bankangestellter während einer Zeugenbefragung Egon in der Verbrecherkartei der Polizei wiedererkannt hat – Kjelds Wohnung auf, wenig später auch der Knappe. Letzterer verwüstet die Wohnung auf der Suche nach dem Geld vollständig, erhält anschließend jedoch den Koffer von der ahnungslosen Nachbarin. Letztlich entpuppt sich jedoch auch dieser Koffer als falsch.
Auch der Polizeichef sucht die Wohnung der Jensens auf. Beim Anblick der Verwüstungen hält er diese für das Werk seines Mitarbeiters Mortensen, der ihn schon mehrfach dem öffentlichen Gespött preisgegeben hat. Mortensen hat unterdessen das Versteck der Olsenbande ausfindig gemacht und ruft seinen Chef an. Als dieser erscheint, lässt er Mortensen jedoch in eine Zwangsjacke stecken und abführen.
Egon, Kjeld und Benny fahren selbst zurück zur Wohnung, um den Geldkoffer in Sicherheit zu bringen, den Yvonne gedankenlos auf dem Hof stehengelassen hat. Aber Sonja war ihnen zuvorgekommen. Bei dem späteren Versuch Egons, ihr am Flughafen den Koffer zu entreißen, wird er wegen versuchten Raubüberfalls verhaftet. Sonja fliegt mit dem Geld nach Mallorca, während König und Knappe ihre Schulden als Tellerwäscher in der Küche des Sheraton-Hotels abarbeiten müssen. Der Polizeichef sorgt dafür, dass Kjelds Wohnungseinrichtung komplett erneuert wird, da er nach wie vor Mortensen für den Verursacher der Verwüstungen hält. Yvonne kann sich nun in aller Ruhe um die Vorbereitungen zu Børges Konfirmation kümmern.

## Deutsche Synchronisation
Wie alle Filme der Reihe wurde auch dieser in der DDR von der DEFA synchronisiert. Egon wurde wieder von Karl Heinz Oppel und Benny von Peter Dommisch gesprochen. Günter Schubert hatte seinen ersten von zwei Auftritten als deutsche Stimme von Kjeld. Margit Bendokat war zum dritten Mal die Yvonne-Stimme. Der Schweizer Schauspieler Fred Mahr ist als der „König“ (Arthur Jensen) zu hören, der einen Film später aushilfsweise Benny synchronisierende Kurt Kachlicki spricht hier Kommissar Mortensen. Die Synchronregie führte Hella Graf.

## Bedeutung
Mit diesem Film wurde das Handlungsschema, das die Dramaturgie der Olsenbandenfilme in den folgenden Jahren prägen sollte, weiter gefestigt. Mit Børges Konfirmation ist Yvonne erstmals mit einer Aufgabe beschäftigt, zu deren Mitwirkung sie auch die Männer immer wieder ermahnt. Die dadurch entstehenden Konflikte und Meinungsverschiedenheiten sind ein typisches Merkmal der späteren Olsenbandenfilme.
Der Film wurde in Dänemark 1977 auch in Form eines Comics mit Zeichnungen von Otto Frello veröffentlicht. Während sich das 48-seitige Comicalbum damals nur schleppend verkaufte, genießt es heute einen hohen Sammlerwert. Das Album wurde 2008 im Holzhof-Verlag Dresden, anlässlich des 40-jährigen Jubiläums der Olsenbande, mit umfangreichem Zusatz- und Hintergrundmaterial auch in deutscher Sprache publiziert.

## Anmerkungen

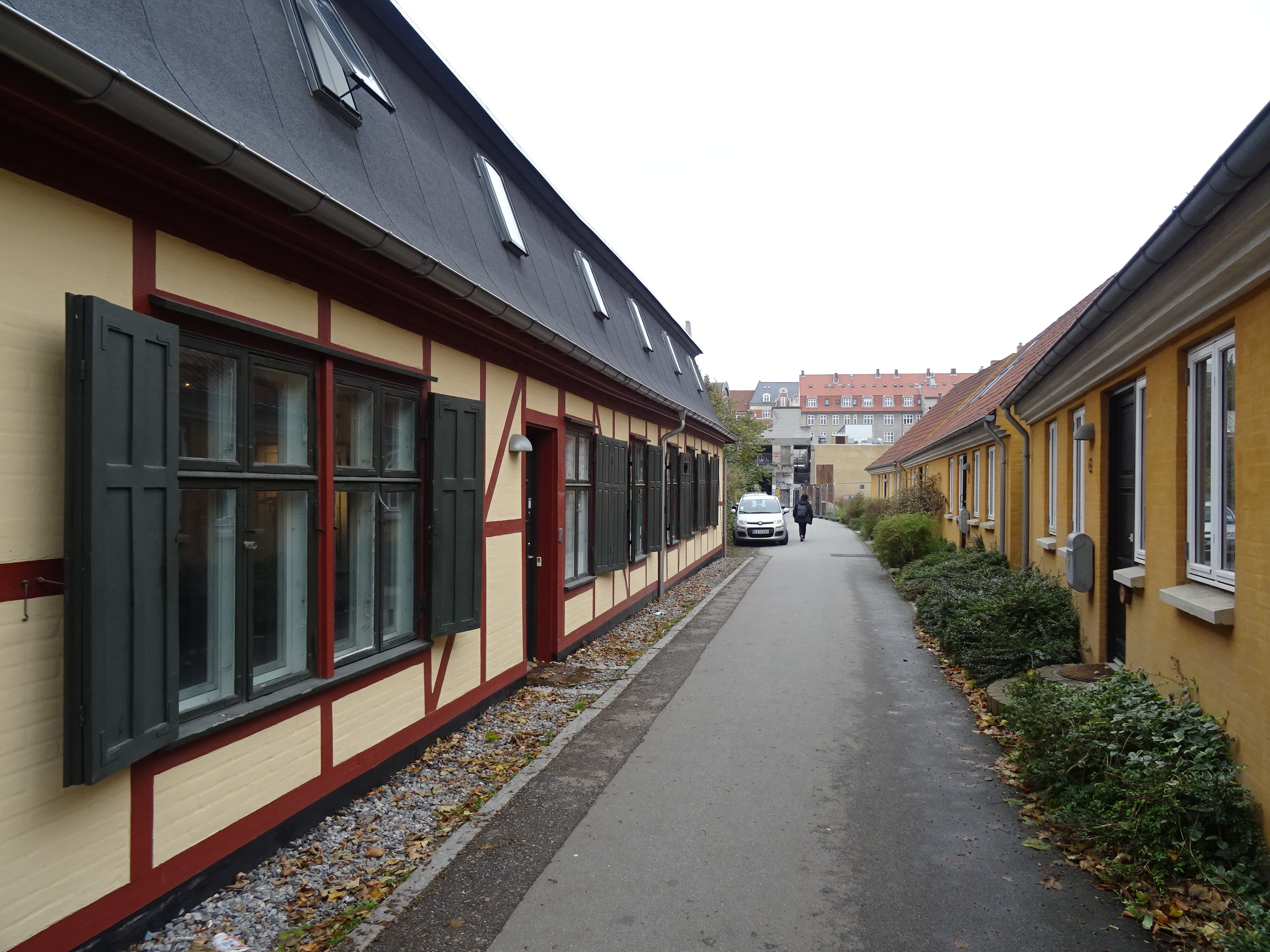
Asta Nielsen Strædet in Valby, 2021: Auf der rechten Straßenseite befand sich einst der Drehort zu Kjelds und Yvonnes Wohnung. Das linke Gebäude, das bereits zur Zeit der Filmdrehs existierte, gehört zum Nordisk-Film-Studiogelände.